# ラヴ・ミー・ドゥ
「ラヴ・ミー・ドゥ」（Love Me Do）は、ビートルズの楽曲である。1962年10月5日にパーロフォンよりデビュー・シングルとして発売され、B面には「P.S.アイ・ラヴ・ユー」が収録された。1962年に発売されたシングル盤は、全英シングルチャートで最高位17位を記録し、1982年に発売された12インチシングル盤は最高位4位を記録した。1964年にアメリカでトリー・レコードより発売されたシングル盤は、Billboard Hot 100で第1位を獲得した。
本作は、ビートルズの前身にあたるクオリーメン時代に書かれた楽曲で、ジョン・レノンのハーモニカとレノンとポール・マッカートニーによるツイン・ボーカルが特徴となっている。なお、本作は3回にわたってレコーディングされていて、それぞれドラマーが異なっている。

## 背景・曲の構成
「ラヴ・ミー・ドゥ」は、1958年から1959年にかけて不登校生だった当時16歳のポール・マッカートニーによって書かれた作品で、ジョン・レノンはミドルエイトを書いた。作者クレジットはレノン＝マッカートニーで、レノンは「『ラヴ・ミー・ドゥ』はポールの曲だ。僕らが本格的な作曲家になる前、ハンブルクの頃から曲を持っていたのを知ってるよ」と語っている。
「ラヴ・ミー・ドゥ」は、G7とCコードを基調とした楽曲で、ミドルエイトのみDに移るというコード進行となっている。レノンが演奏したブルージーかつドライなハーモニカのリフから始まり、レノンとマッカートニーによるツイン・ボーカルが加わってくる。
当初はレノンがタイトルセクションを歌っていたが、フレーズに重なるかたちでハーモニカのパートが追加されたため、ハーモニカを演奏するレノンではなくマッカートニーがこの部分を歌うことになった。この処置について、マッカートニーは「そのセッションまではこの部分を歌うのはジョンの担当だった。だけど歌詞がハーモニカのソロに被るから、"Love me do"の部分で止まってしまう。そこでジョージ・マーティンがハーモニカをフィーチャーするアイデアを出して、急遽僕がリードをとることになった。本当に緊張したよ。今聴いても緊張して声が震えているのがわかる」と語っている。

## レコーディング・リリース
「ラヴ・ミー・ドゥ」は、EMIレコーディング・スタジオで3回にわたってレコーディングされ、それぞれドラマーが異なっている。
| レコーディング日 | 備考 |
| ---------------- | --- |
| 1962年6月6日     | EMIのオーディションでのレコーディング。ドラムは当時ビートルズのドラマーだったピート・ベストが演奏。しかし、プロデューサーのマーティンは、ベストの演奏に満足しなかったため、このセッションから2か月後にベストは解雇された。 テイク数は不明。 |
| 1962年9月4日     | デビュー・シングル用のレコーディング。ドラムは解雇されたベストに代わって加入したリンゴ・スターが演奏。同日に15テイク録音され、シングル第1版に収録された。しかし、セッションの2週間前にバンドに加入し、リハーサルが不十分であったことから、マーティンはスターの演奏にも満足しなかった。 また、同日にミッチー・マレー作曲の「ハウ・ドゥ・ユー・ドゥ・イット」もレコーディングされ、マーティンはこちらをデビュー・シングルとする予定だったが、レノンとマッカートニーがオリジナル曲でのデビューを強く希望したことから、ビートルズ側の主張が認められて本作がデビュー・シングルとなった。 テイク数およびモノラル・ミックスに使用されたテイクは不明。 |
| 1962年9月11日    | 2度目のデビュー・シングル用のレコーディング。同日のセッションではアンディ・ホワイトがドラムを演奏したため、スターはタンバリンを演奏した。 18テイク録音され、最終テイクがマスターとして採用された。 |

本作がデビュー・シングルとしてイギリスで発売された際、スターがドラムを演奏した9月4日のテイクが使用されたが、以後の再版シングルや、オリジナル・アルバム『プリーズ・プリーズ・ミー』や『ザ・ビートルズ1962年〜1966年』、『ザ・ビートルズ1』など一部のコンピレーション・アルバム、ビートルズのEPにはホワイトがドラムを演奏した9月11日のテイクが採用された。スターがドラムを演奏した9月4日のテイクは、1980年にアメリカで発売された『レアリティーズ Vol.2』でアルバム初収録となり、『リヴァプールより愛を込めて ザ・ビートルズ・ボックス』や『パスト・マスターズ Vol.1』に収録された。なお、9月4日のテイクはマスター・テープが破棄されているため、シングル・レコード盤からマスタリングされた音源が収録された。1992年10月5日にビートルズのデビュー20周年を記念して発売されたCDシングル盤には両方のテイクが収録されている。ピート・ベストのドラムを演奏した6月6日のテイクは、1995年に『ザ・ビートルズ・アンソロジー1』で発表されるまで未発表となっていた。2023年11月2日に発売された『ナウ・アンド・ゼン』と11月10日に発売された『ザ・ビートルズ1962年〜1966年 2023エディション』には、リンゴがドラムを演奏した9月4日のテイクが収録されているが、ドキュメンタリー映画『ザ・ビートルズ: Get Back』や『リボルバー・スペシャル・エディション』で使われた音源を楽器別に分離するAI技術「デミックス」を用いてステレオ化されている。
BBCで8度にわたって収録され、1962年10月からの1年間にわたって、『ヒア・ウィー・ゴー』、『タレント・スポット』、『サタデー・クラブ』、『サイド・バイ・サイド』、『ポップ・ゴー・ザ・ビートルズ』、『イージー・ビート』といった番組で放送された。1963年7月10日にBBCで収録され、23日の『ポップ・ゴー・ザ・ビートルズ』で放送されたテイクは、アルバム『ザ・ビートルズ・ライヴ!! アット・ザ・BBC』に収録されている。1963年2月20日の『パレード・オブ・ザ・ポップス』においては、BBCのラジオを通じてこの曲を生演奏で放送している。なお、BBCのドキュメンタリー番組『ザ・マージー・サウンド』のためにサウスポートにあるリトル・シアターでの演奏が撮影されており、同番組でその一部が放送された後、2015年に再発売された『ザ・ビートルズ1』に付属のDVD/Blu-rayに収録された。
1969年に行なわれたゲット・バック・セッションでこの曲が演奏された。この時はかつてのアレンジよりもテンポを落としたブルース調での演奏だった。このほか、「レボリューション1」のテイク18の後半部分では、マッカートニーが「ラヴ・ミー・ドゥ」のサビのフレーズを歌っている。
2012年10月22日（日本では11月14日）に発売50周年を記念し、パーロフォンのジャケットを使用した限定のレプリカ・17cmアナログレコードが発売された。このレコード盤のA面にはスターがドラムを演奏した9月4日のテイクが収録されたが、発売当初のレコード盤には誤ってホワイトがドラムを演奏した9月11日のテイクが収録されていた。

## クレジット
※特記を除き、出典はイアン・マクドナルドの著書『Revolution in the Head: The Beatles' Records and the Sixties』。
ビートルズ
- ポール・マッカートニー - ボーカル、ベース
- ジョン・レノン - ボーカル、アコースティック・ギター、ハーモニカ
- ジョージ・ハリスン - アコースティック・ギター（リズムギター）
- リンゴ・スター - ドラム（1962年9月4日のテイク）、タンバリン（1962年9月11日のテイク）

外部ミュージシャン
- アンディ・ホワイト - ドラム（1962年9月11日のテイク）

## チャート成績

### 週間チャート
| チャート (1962年 - 1964年)          | 最高位 |
| ----------------------------------- | ------ |
| オーストラリア (Kent Music Report)  | 1      |
| カナダ (CHUM Chart)                 | 8      |
| ニュージーランド (Lever Hit Parade) | 1      |
| UK シングルス (OCC)                 | 17     |
| US Billboard Hot 100                | 1      |
| US Cash Box Top 100                 | 1      |

| チャート (1982年)               | 最高位 |
| ------------------------------- | ------ |
| ベルギー (Ultratop 50 Flanders) | 37     |
| オランダ (Single Top 100)       | 32     |
| UK シングルス (OCC)             | 4      |

| チャート (1992年)               | 最高位 |
| ------------------------------- | ------ |
| ベルギー (Ultratop 50 Flanders) | 39     |
| フランス (SNEP)                 | 39     |
| UK シングルス (OCC)             | 53     |

| チャート (2012年)    | 最高位 |
| -------------------- | ------ |
| フランス (SNEP)      | 120    |
| 日本 (オリコン)      | 27     |
| 日本 (Japan Hot 100) | 48     |

### 年間チャート
| チャート (1964年)    | 最高位 |
| -------------------- | ------ |
| US Billboard Hot 100 | 14     |

## 認定
| 国/地域                          | 認定     | 認定/売上数 |
| -------------------------------- | -------- | ----------- |
| イギリス (BPI)                   | Silver   | 200,000     |
| アメリカ合衆国 (RIAA)            | Platinum | 1,000,000   |
| 認定のみに基づく売上数と再生回数 |          |             |

## カバー・バージョン

### メンバーによるセルフカバー
ポール・マッカートニーは、1986年から1987年に行なった『リターン・トゥ・ペパーランド』（未発表）のセッション時に「P.S.アイ・ラヴ・ユー」とマッシュアップした「P.S.ラヴ・ミー・ドゥ」（P.S. Love Me Do）を録音。この時に録音された演奏は、1990年に発売された来日記念盤『フラワーズ・イン・ザ・ダート・スペシャル・パッケージ』に収録された。1989年から1990年にかけて行なわれたワールド・ツアーで演奏され、当時のライブ音源は1991年に発売されたマキシシングル『バースデー』に収録された。2016年から2017年にかけて行なわれた「One on One」ツアーで、「ラヴ・ミー・ドゥ」をビートルズ時代の1963年10月16日に行なったロンドンでのコンサート以来53年ぶりに演奏した。
リンゴ・スターは、1998年に発売されたアルバム『ヴァーティカル・マン〜リンゴズ・リターン』に収録

### その他のアーティストによるカバー
デヴィッド・ボウイは、1973年7月3日のハマースミス・オデオン公演で演奏。ギターはジェフ・ベックが演奏した。同日の公演はコンサート映画『Ziggy Stardust and the Spiders from Mars』として公開されたが、本作は含まれなかった。